# Helen MacRae
Pour les articles homonymes, voir MacRae.
Helen MacRae (fl. 1909-1914) est une suffragette britannique. Elle reçoit une médaille de la grève de la faim de la Women's Social and Political Union et elle est l'une de celles qui ont brodé le mouchoir des suffragettes en prison.

## Vie
Helen Macrae et sa sœur Georgiana soutiennent le droit de vote des femmes. En 1909, elles adoptent ensemble Hilda Maud, une fillette de 2 ans originaire du pays de Galles méridional. Leur troisième sœur se prénomme Betty. Les sœurs vivent ensemble à l'âge adulte et ouvrent leur maison aux suffragettes en voie de guérison. 

## Activités suffragettes
MacRae est membre de la National Union of Women's Suffrage Societies (NUWSS) mais rejoint bientôt l'association militante Women's Social and Political Union (WSPU) et, en 1911, elle rejoint Muriel Sackville de la Warr et sa fille, Marie Corbett et ses filles Margery et Cicely, Lilla Durham et d'autres pour établir la East Grinstead Suffrage Society (EGSS). Lors d'un défilé de cette association à travers la ville en route pour rejoindre la Grande Marche des femmes à Londres, elles sont moquées par la population locale et reçoivent des tomates, des œufs et du gazon pourris. 
MacRae quitte la NUWSS pour rejoindre la WPSU et fait la connaissance d'Edith Downing et d'Emily Davison. Sa première peine de quatre mois de prison en 1910 est pour avoir brisé des vitres à Whitehall.

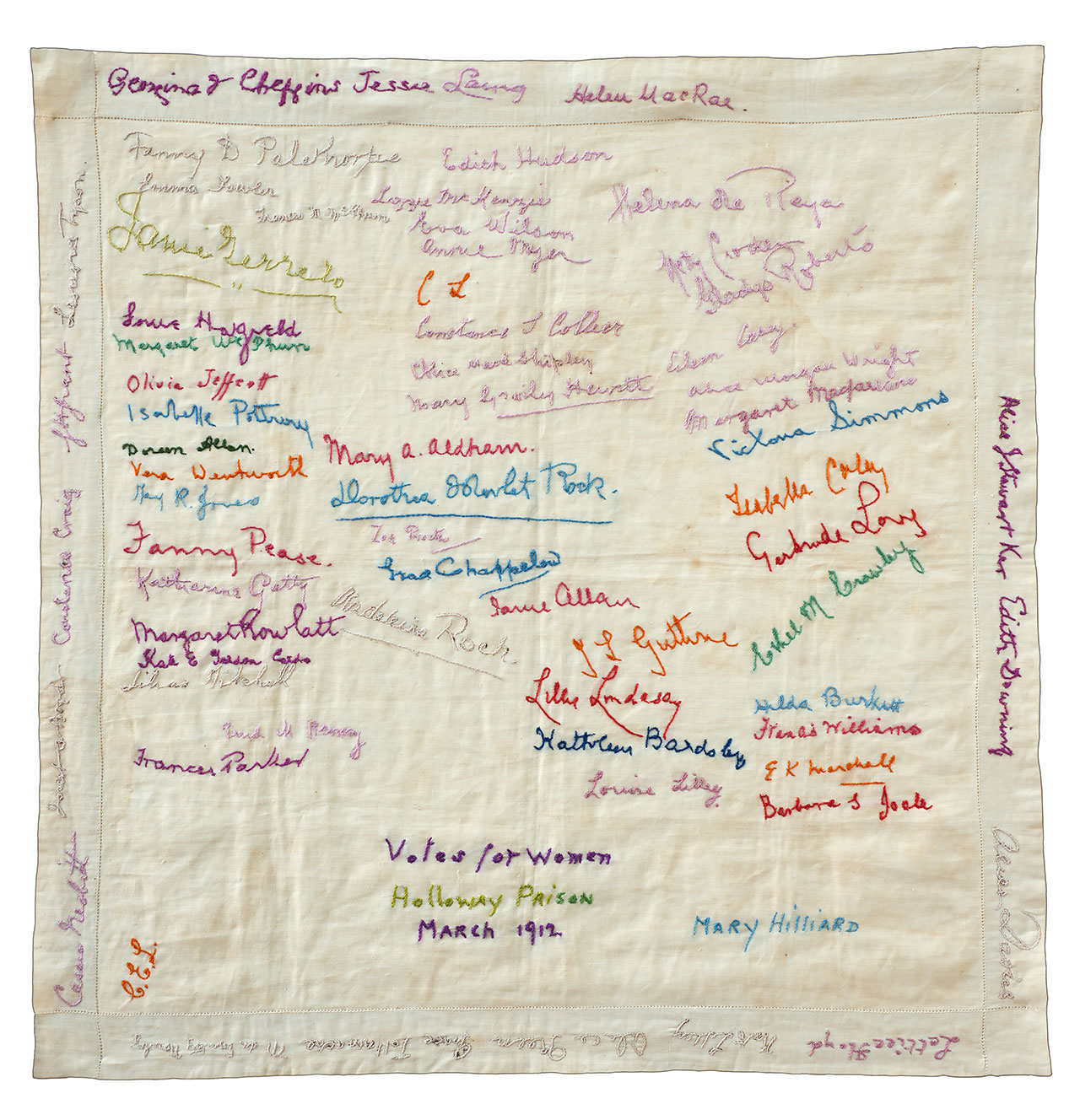
Mouchoir des suffragettes (1912).

En 1912, MacRae brise les vitrines du magasin de jouets Hamleys dans Regent Street, à Londres. Les dommages sont évalués à 200 £. Elle comparait le 6 mars devant le tribunal de Bow Street et elle est libérée sous caution payée par Adeline Chapman (dont le mari, magistrat au Tower Bridge Police Court, est favorable à la cause des femmes).
Elle est condamnée à deux mois à la prison de Holloway, entame une grève de la faim et subit une alimentation forcée.
MacRae est l'une des 66 signataires qui brodent leur nom ou leurs initiales durant leur emprisonnement à la prison de Holloway en 1912 sur le mouchoir connu sous le nom de « mouchoir des suffragettes »,, qui est sorti clandestinement de prison par Mary Ann Hilliard.
MacRae reçoit une Hunger Strike Medal de la WSPU « pour la bravoure ». Une image de sa médaille se trouve sur le site du East Grinstead Museum (en).
En 1914, les deux sœurs, Georgie (Georgiana) et Helen MacRae, possèdent une maison, Comforts Cottage à Edenbridge, dans le Kent, dans laquelle elles permettent à d'autres suffragettes de récupérer « pour être remises en forme par l'air calme et campagnard ». L'écrivaine et journaliste Gladys Schütze (en) (également connue sous son nom de plume « Henrietta Leslie » est blessée lors d'une manifestation au palais de Buckingham après avoir été frappée par le cheval d'un policier,. Henrietta Leslie décrit MacRae comme une personne « gentille et douce », dont les intérêts sont « le raccommodage, la broderie, la cuisine, la mise en bouteille, la fabrication de confitures », tandis que Georgie est plutôt pratiquante de plein air et Betty s'intéresse aux enfants locaux et à la danse country.

## Postérité

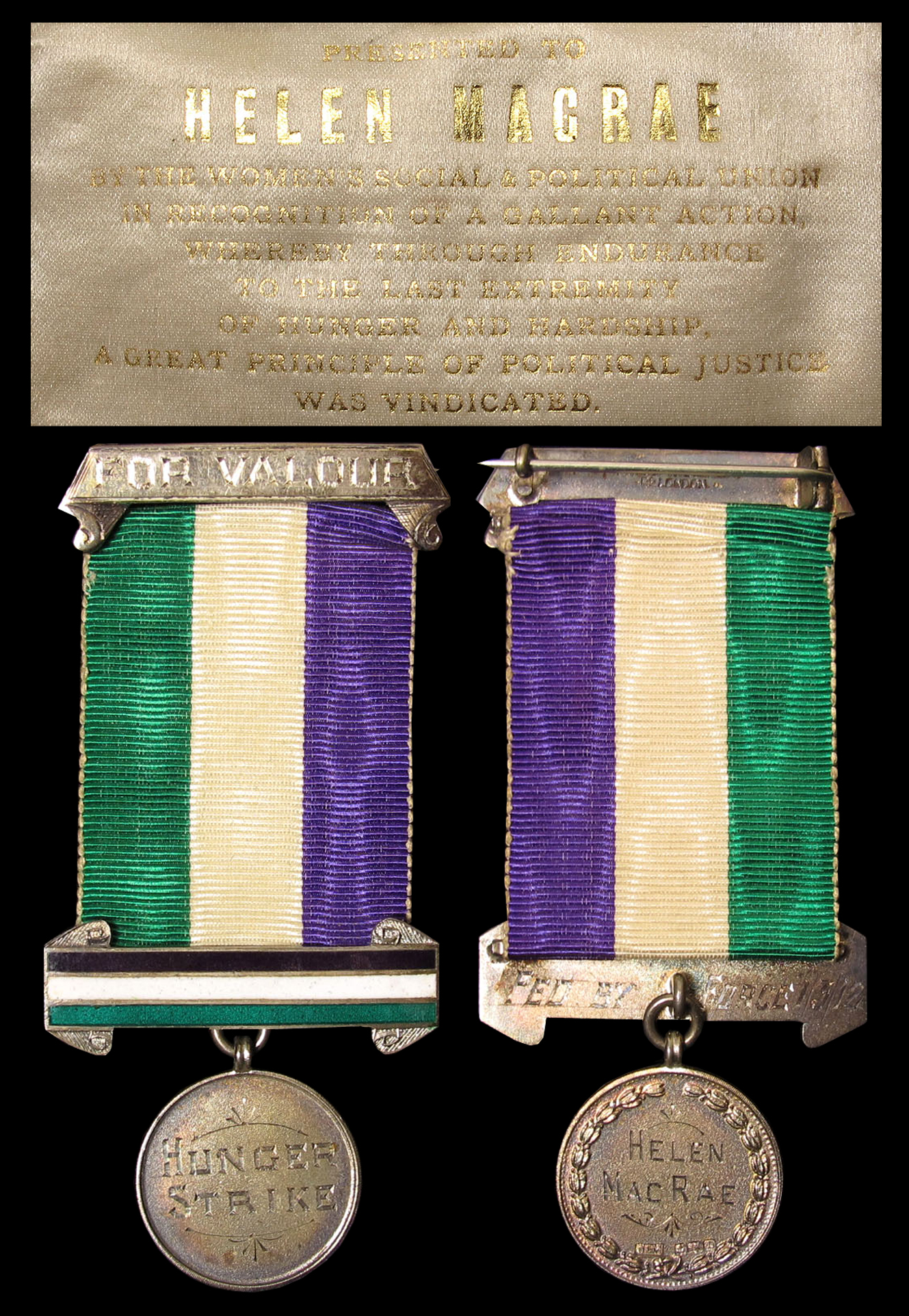
Médaille d'Helen MacRae (1912)

La médaille d'Helen MacRae, décrite comme « incroyablement rare » est mise aux enchères par les Lockdales Auctioneers en 2015 et vendue à un collectionneur universitaire pour 12 300 £. Le directeur de la vente aux enchères, James Sadler, déclare: « Ce sont parmi les articles les plus importants sur le plan historique que nous ayons jamais traités ».
Une collection de cartes postales appartenant à Helen MacRae — comprenant une photo de suffragettes en calèche devant le siège du WSPU à Clement’s Inn, une image d'Emily Davison, tuée en juin 1913 par un cheval appartenant au roi George V, à Epsom, et une carte postale de Godstone envoyée par Olive Grace Walton à MacRae — est également mise en vente.